# Ludia dentata
Ludia dentata är en fjärilsart som beskrevs av George Francis Hampson 1891. Ludia dentata ingår i släktet Ludia och familjen påfågelsspinnare. Inga underarter finns listade i Catalogue of Life.